# Düm tek tek
Düm tek tek – utwór tureckiej piosenkarki Hadise wydany jako singiel oraz EP-ka w 2009 roku. Utwór został napisany przez samą artystkę we współpracy ze Stefaanem Fernandem i producentem Sinanem Akçilem.
W 2009 roku utwór reprezentował Turcję podczas 54. Konkursu Piosenki Eurowizji organizowanego w Moskwie. 12 maja został zaprezentowany przez piosenkarkę w pierwszym półfinale widowiska i z drugiego pierwszego miejsca awansował do finału, w którym zajął ostatecznie czwarte miejsce ze 177 punktami na koncie, w tym m.in. z maksymalnymi notami 12 punktów od Azerbejdżanu, Belgii, Macedonii, Francji, Szwajcarii i Wielkiej Brytanii.

## Lista utworów
CD single
1. „Düm tek tek” – 3:01

EP (Turcja)
1. „Düm tek tek” – 3:03
2. „Deli oğlan (A Good Kiss)” – 3:11
3. „Stir Me Up” – 3:28
4. „Aşkkolik” – 4:05
5. „A Good Kiss” – 3:11

EP (Japonia)
1. „Düm tek tek” – 3:02
2. „My Body” (Radio Edit) – 3:07
3. „Düm tek tek” (Club Mix) – 4:02
4. „My Body” (Lotion Remix) – 5:03

## Personel
| - Hadise Açıkgöz – wokal, tekst - Erdem Sökmen – gitara - Jörg – gitara akustyczna, gitara elektryczna - Ali Yılmaz – bağlama - Eyüp Hamiş – kaval, surma - Mehmet Akatay, Yaşar Akpençe – instrumenty perkusyjne | - Stefaan Fernande – tekst - Emirhan Cengiz, Özgür Yurtoğlu – realizacja nagrań - Sinan Akçıl – aranżacja, produkcja, tekst, muzyka - Ozan Çolakoğlu – programowanie perkusji - Özgür Buldum – miks - Chris Von Rautenkranz – mastering - Nihat Odabaşı – fotografia okładkowa - Mahmut Karadağ – stylizacja |

## Notowania na listach przebojów
| Kraj       | Lista (2009)              | Najwyższe miejsce |
| ---------- | ------------------------- | ----------------- |
| Belgia     | Singles Top 50 (Flandria) | 1                 |
| Belgia     | Singles Top 50 (Walonia)  | 24                |
| Szwecja    | Singles Top 60            | 12                |
| Szwajcaria | Singles Top 75            | 73                |
| Holandia   | Singles Top 100           | 99                |

## Historia wydania
| Kraj     | Data            | Wytwórnia   | Format          |
| -------- | --------------- | ----------- | --------------- |
| Turcja   | 1 stycznia 2009 | Pasaj Müzik | singiel radiowy |
| Turcja   | 9 kwietnia 2009 | Pasaj Müzik | EP              |
| Belgia   | 9 marca 2009    | EMI Belgium | singiel radiowy |
| Belgia   | 30 marca 2009   | EMI Belgium | CD single       |
| Holandia | 25 maja 2009    | EMI         | CD single       |
| Japonia  | 5 sierpnia 2009 | EMI Japan   | CD single       |